# Taman Sari (Pulo Bandring)
Taman Sari is een bestuurslaag in het regentschap Asahan van de provincie Noord-Sumatra, Indonesië. Taman Sari telt 1995 inwoners (volkstelling 2010).